# Prawy do lewego (singel Maty)
Prawy do lewego – singel polskiego rapera Maty, promujący album studyjny, zatytułowany 100 dni do matury. Singel został wydany 4 lipca 2019.
Nagranie otrzymało w Polsce status platynowego singla, przekraczając liczbę 20 tysięcy sprzedanych kopii.

## Geneza utworu i historia wydania
Utwór napisali i skomponowali Brian Young i Michał Matczak.
Singel ukazał się w formacie digital download 4 lipca 2019 w Polsce za pośrednictwem wytwórni płytowej SBM Label. Kompozycja została umieszczona na debiutanckim albumie studyjnym Maty – 100 dni do matury.

## Teledysk
Do utworu powstał teledysk, który udostępniono w dniu premiery singla za pośrednictwem serwisu YouTube.

## Certyfikaty
| Kraj          | Certyfikat      | Sprzedaż |
| ------------- | --------------- | -------- |
| Polska (ZPAV) | platynowa płyta | 20 000+  |